# Fruntișeni
Fruntișeni es una comuna ubicada en el distrito de Vaslui, Rumania.

## Superficie
Posee una superficie de 36,52 kilómetros cuadrados.

## Demografía
Hasta 2021 la población era de 1636 habitantes, con una densidad de población de 44,80 habitantes por kilómetro cuadrado.